# Baku Cup 2012
Baku Cup 2012 — професійний тенісний турнір, що проходив на кортах з твердим покриттям. Це було вже друге проведення турніру, який проходив у рамках Туру WTA 2012. Відбувся в Баку (Азербайджан) з 23 до 29 липня 2012 року.

## Учасниці основної сітки в одиночному розряді

### Сіяні пари
| Країна     | Гравчиня            | Рейтинг1 | Сіяна |
| ---------- | ------------------- | -------- | ----- |
| Казахстан  | Ксенія Первак       | 58       | 1     |
| Росія      | Олександра Панова   | 75       | 2     |
| Люксембург | Менді Мінелла       | 78       | 3     |
| Чехія      | Андреа Главачкова   | 88       | 4     |
| Сербія     | Бояна Йовановські   | 95       | 5     |
| Росія      | Ніна Братчикова     | 99       | 6     |
| Узбекистан | Акгуль Аманмурадова | 101      | 7     |
| Чехія      | Ева Бірнерова       | 108      | 8     |

- 1 Рейтинг подано станом на 16 липня 2012

### Інші учасниці
Нижче наведено учасниць, які отримали вайлдкард на участь в основній сітці:
- Камілла Фархад
- Варвара Флінк
- Екатеріне Горгодзе

Нижче наведено гравчинь, які пробились в основну сітку через стадію кваліфікації:
- Саша Г'юз
- Александра Крунич
- Валерія Соловйова
- Ван Цян

### Відмовились від участі
- Тімеа Бабош
- Катерина Бондаренко
- Алізе Корне
- Ольга Говорцова (вірусне захворювання)
- Анна Татішвілі

### Знялись
- Естрелья Кабеса Кандела (abdominal strain)
- Ноппаван Летчівакарн (травма правого ліктя)
- Ксенія Первак (тепловий удар)

## Учасниці основної сітки в парному розряді

### Сіяні пари
| Країна  | Гравчиня        | Країна  | Гравчиня           | Рейтинг1 | Сіяна |
| ------- | --------------- | ------- | ------------------ | -------- | ----- |
| Росія   | Ніна Братчикова | Росія   | Олександра Панова  | 136      | 1     |
| Росія   | Алла Кудрявцева | Таїланд | Тамарін Танасугарн | 155      | 2     |
| Чехія   | Ева Бірнерова   | Італія  | Альберта Бріанті   | 157      | 3     |
| Україна | Ірина Бурячок   | Росія   | Валерія Соловйова  | 396      | 4     |

- 1 Рейтинг подано станом на 16 липня 2012

### Інші учасниці
Нижче наведено пари, які отримали вайлдкард на участь в основній сітці:
- Камілла Фархад /  Олександра Корашвілі
- Варвара Флінк /  Патріція Майр-Ахлайтнер

### Знялись
- Естрелья Кабеса Кандела (abdominal strain)
- Ноппаван Летчівакарн (травма правого ліктя)

## Переможниці та фіналістки

### Одиночний розряд
- Бояна Йовановські —  Джулія Коен, 6–3, 6–1

### Парний розряд
- Ірина Бурячок /  Валерія Соловйова —  Ева Бірнерова /  Альберта Бріанті, 6–3, 6–2